# Медриш, Давид Наумович
Давид Наумович Медриш (22 января 1926, Погребище, Киевская губерния, Украинская ССР, СССР — 8 января 2011, Черновцы, Украина) — советский и российский литературовед и фольклорист, пушкинист, автор более 200 научных и учебно-методических работ.

## Биография
Трудовую деятельность начал в эвакуации в Узбекистане 15-летним подростком: с 1941 по 1943 год работал колхозником на табачных плантациях, слесарем, токарем по металлу, с 1943 по 1946 служил в Советской армии, где был командиром отделения и комсоргом батальона. В 1951 году окончил с отличием филологический факультет Черновицкого государственного университета. Затем работал учителем и завучем школы рабочей молодежи в г. Черновцы (Украина). В 1963 защитил диссертацию на соискание степени кандидата филологических наук по теме «Б.Горбатов — прозаик. Вопросы стиля» в Московском государственном педагогическом институте имени В. И. Ленина и был принят на работу в Волгоградский государственный педагогический университет (ВГПУ) на должность старшего преподавателя кафедры литературы. В ВГПУ проработал в разных должностях до 2007 года, с 1972 по 1977 руководил кафедрой русской литературы, c 1980 по 1988 — кафедрой русской и зарубежной литературы.
В 1983 защитил диссертацию на соискание ученой степени доктора филологических наук по теме «Литература и фольклорная традиция. (Проблемы поэтики)». В 1987 утвержден в ученом звании профессора. Область научно-исследовательских интересов Д. Н. Медриша включает, но не ограничивается темами: литература и фольклорная традиция; типология метода, жанра и стиля в литературе и фольклоре. К числу литературоведческих открытий ученого принадлежит атрибуция незавершенного романа А. П. Чехова «Страницы из жизни моих друзей». Его монография «Путешествие в Лукоморье» (1992) была признана в России лучшей книгой года по изданиям филологического профиля. На базе ВГПУ сформировал научную школу исследования взаимодействия фольклора и литературы. Одна из его монографий вошла в государственную программу по устному народному творчеству.
Удостоен звания «Заслуженный работник высшей школы Российской Федерации», награждён медалью «Ветеран труда», почетной грамотой Министерства просвещения РСФСР и республиканского комитета профсоюзов работников просвещения, знаком ВГПУ «За заслуги» 3-й степени.
Вторая международная научная конференция (заочная) 2006 года была посвящена 80-летию Д. Н. Медриша.
C 2007 года жил на Украине.
Д. Н. Медриш умер 8 января 2011 года.

## Монографии
- «Б.Горбатов — прозаик. Вопросы стиля». Диссертация на соискание ученой степени кандидата филологических наук. 1963.
- «[publ.lib.ru/ARCHIVES/M/MEDRISH_David_Naumovich/_Medrish_D._N..html#01 Литература и фольклорная традиция. Вопросы поэтики]». Саратов: Издательство Саратовского университета, 1980, монография [полный текст книги в открытом доступе].
- Путешествие в Лукоморье. Сказки Пушкина и народная культура. Волгоград. «Перемена». 1992.
- «В сотворчестве с народом: Народная традиция в творчестве А. С. Пушкина»: Теоретическое исследование/ Кол.авт. Волгоградский государственный педагогический университет. — Волгоград: Перемена, 2003.

## Статьи
- Позиция художника и его стиль: (о прозе Б. Горбатова) // Вопросы литературы. — 1959. — № 7. — сс.89-104.
- Прямая речь в структуре повествования волшебной сказки // Вопросы русской и зарубежной литературы: Уч. записки Волгоградского педагогического института им. А. С. Серафимовича.- Волгоград: Изд. Волгоградского гос. пед. ин-та, 1970.- Вып. 30.- сс. 132—147.
- Слово и событие в русской волшебной сказке // Русский фольклор. Л., 1974.Т XIV. Проблемы художественной формы. сс.119-131.
- О своеобразии русской сказочной традиции (национальная специфика сказочных формул) // Фольклорная традиция и литература: Межвузовский сб. науч. трудов.- Владимир: Изд. Владимир. гос. пед. ин-та, 1980.- сс.66-91.
- Взаимодействие 2-х словесно-поэтических систем как междисциплинарная теоретическая проблема // Русская литература и фольклорная традиция. Волгоград, 1983. с. 5.
- От двойной сказки — к антисказке (Сказки Пушкина как цикл) // Московский пушкинист. М., 1993. Вып. 1. сс. 115—138.
- «Народные приметы и поверья в поэтическом мире Пушкина» Пушкинский альманах: Спец.вып.ж-ла «Народное образование». — М., 1999. — сс.96-100.
- «Пушкинский образ в контексте народной культуры: Заячий тулуп в „Капитанской дочке“ и фольклорные параллели». — Русская речь: Научно-популярный журнал Института Русского языка имени В. В. Виноградова, Российский фонд культуры, N. 5, 2000.
- «Вокруг Окуджавы : Послеюбилейные воспоминания» // Вопросы литературы. — 1994, — N6. — сс.360-362.